# Thermophis
Genre
Thermophis est un genre de serpents de la famille des Dipsadidae. 

## Répartition
Les trois espèces de ce genre sont endémiques de République populaire de Chine.

## Liste d'espèces
Selon The Reptile Database (7 septembre 2015) :
- Thermophis baileyi (Wall, 1907)
- Thermophis shangrila Peng, Lu, Huang, Guo & Zhang, 2014
- Thermophis zhaoermii Guo, Liu, Feng & He, 2008

## Publication originale
- Malnate, 1953 : The taxonomic status of the Tibetan colubrid snake Natrix baileyi. Copeia, vol. 1953, no 2, p. 92-96.